# Brodina
Brodina es una comuna ubicada en el distrito de Suceava, Rumania.

## Superficie
Posee una superficie de 192,1 kilómetros cuadrados.

## Demografía
Hasta 2021 la población era de 3406 habitantes, con una densidad de población de 17,73 habitantes por kilómetro cuadrado.